# 青葉繁
青葉 繁（あおば しげる、1971年2月4日 - ）は、日本の元キックボクサー。医師。作家。福島県出身。身長180cm、体重73kg。仙台青葉ジム～サシプラパージャパン所属。元NJKFウェルター級王者。

## 来歴
新田明臣、大谷浩二、松浦信次、小野瀬邦英、などと対戦した。

## 人物・エピソード
精神科医の医者である、青葉クリニックの院長。